# 罗韦斯卡拉
罗韦斯卡拉（義大利語：Rovescala），是意大利帕维亚省的一个市镇。总面积8.29平方公里，人口946人，人口密度114.1人/平方公里（2009年）。国家统计（ISTAT）代码为018131。